# Asuán (guvernorát)
Guvernorát Asuán (arabsky محافظة أسوان) je egyptský guvernorát. Nachází se v Horním Egyptě a je zároveň nejjižnějším guvernorátem v zemi. Jeho hlavním městem je Asuán. Asuán sousedí na severu s guvernorátem Kená, na západě s Al-Vádí al-Gadíd a na východě s Al-Bahr al-Ahmar. Jižní hranici tvoří egyptská hranice se Súdánem. Významnými městy regionu jsou kromě hlavního města Asuánu také Edfu a Kom Ombo.